# Impala
|  | Per a altres significats, vegeu «Montesa Impala». |

Els impales o pal·les (Aepyceros melampus) són una espècie d'antílop africà.
És un antílop de mida mitjana que es troba a l'est i el sud de l'Àfrica. És l'únic membre existent del gènere Aepyceros i de la tribu Aepycerotini i va ser descrit per primera vegada al públic europeu pel zoòleg alemany Martin Lichtenstein l'any 1812. Se'n reconeixen dues subespècies: l'impala comú i l'impala de cara negra, més gran i fosc. L'impala arriba als 70-92 cm i pesa 40-76 kg. Presenta un pelatge marró vermellós i brillant. Les banyes, esveltes i en forma de lira, del mascle mesuren entre 45 i 92 cm.
L'impala és actiu principalment durant el dia i pot ser gregari o territorial, segons el clima i la geografia. Se'n poden observar tres grups socials diferenciats: els mascles territorials, els mascles solters i les femelles. L'impala és conegut pels seus salts característics, que constitueixen una estratègia contra els depredadors. Són brostejadors, així com pasturadors, s'alimenten de monocotiledonis, dicotiledonis, herbes, fruites i beines d'acàcia. Cap al final de l'estació humida, normalment al maig, té lloc el zel anual, de tres setmanes de durada. Els mascles en zel lluiten pel domini i el mascle victoriós festeja la femella en estre. La gestació dura de sis a set mesos, després dels quals neix un únic vedell, que immediatament s'amaga a cobert. El període de lactància dura entre quatre i sis mesos; els mascles joves, obligats a sortir dels grups de femelles, s'uneixen a ramats de solters.
L'impala es troba als boscos i de vegades a l'ecotò entre boscos i sabanes; habita llocs prop de l'aigua. Mentre que l'impala de cara negra es limita al sud-oest d'Angola i el nord-oest de Namíbia, l'impala comú està molt estès per tota la seva distribució i s'ha reintroduït al Gabon i al sud d'Àfrica. La Unió Internacional per a la Conservació de la Natura (UICN) classifica l'impala com una espècie en risc mínim. Malgrat això, la subespècie de cara negra s'ha classificat com una espècie vulnerable, amb menys de 1.000 individus en estat salvatge el 2008.

## Etimologia
El nom impala prové de la paraula phala en tswana, que significa antílop roig. El nom científic Aepyceros melampus ve del grec antic αιπος, que significa 'alt', κερος, que significa 'banya' + melas, que significa 'negre' i pous, que significa 'peu': peus negres de banyes altes.

## Taxonomia
L'impala és l'únic membre del gènere Aepyceros i pertany a la família dels bòvids. Va ser descrit per primera vegada pel zoòleg alemany Martin Hinrich Carl Lichtenstein el 1812. L'any 1984, la paleontòloga Elisabeth Vrba va opinar que l'impala és un tàxon germà dels alcelafins, donada la seva semblança amb el búbal. Un estudi filogenètic de 1999 d'Alexandre Hassanin del Centre Nacional de Recerca Científica a París i els seus col·legues, basat en anàlisis mitocondrials i nuclears, va demostrar que l'impala forma un clade amb el suni (Neotragus moschatus). Aquest clade és germà d'un altre format pel duiquer bai (Cephalophus dorsalis) i el salta-roques (Oreotragus oreotragus). Una anàlisi de seqüències nuclears d'ARNr i β-espectrina el 2003 també va donar suport a una relació entre Aepyceros i Neotragus. El cladograma següent es basa en l'estudi de 1999:
|  | Ovella (Ovis aries)                                                                                  |
|  | |
|  | \| \| Damalisc (Damaliscus pygargus) \| \| \| \| \| \| Antílop sabre (Hippotragus niger) \| \| \| \| |
|  | |
|  | Damalisc (Damaliscus pygargus)                                                                       |
|  | |
|  | Antílop sabre (Hippotragus niger)                                                                    |
|  | |

|  | Damalisc (Damaliscus pygargus)    |
|  |                                   |
|  | Antílop sabre (Hippotragus niger) |
|  |                                   |

|  | Antílop salta-roques (Oreotragus oreotragus) |
|  |                                              |
|  | Duiquer bai (Cephalophus dorsalis)           |
|  |                                              |

|  | Impala (Aepyceros melampus) |
|  |                             |
|  | Suni (Neotragus moschatus)  |
|  |                             |

|  | Antílop salta-roques (Oreotragus oreotragus) |
|  |                                              |
|  | Duiquer bai (Cephalophus dorsalis)           |
|  |                                              |

|  | Impala (Aepyceros melampus) |
|  |                             |
|  | Suni (Neotragus moschatus)  |
|  |                             |

|  | Antílop salta-roques (Oreotragus oreotragus) |
|  |                                              |
|  | Duiquer bai (Cephalophus dorsalis)           |
|  |                                              |

|  | Impala (Aepyceros melampus) |
|  |                             |
|  | Suni (Neotragus moschatus)  |
|  |                             |

|  | Antílop salta-roques (Oreotragus oreotragus) |
|  |                                              |
|  | Duiquer bai (Cephalophus dorsalis)           |
|  |                                              |

|  | Impala (Aepyceros melampus) |
|  |                             |
|  | Suni (Neotragus moschatus)  |
|  |                             |

|  | Ovella (Ovis aries)                                                                                  |
|  | |
|  | \| \| Damalisc (Damaliscus pygargus) \| \| \| \| \| \| Antílop sabre (Hippotragus niger) \| \| \| \| |
|  | |
|  | Damalisc (Damaliscus pygargus)                                                                       |
|  | |
|  | Antílop sabre (Hippotragus niger)                                                                    |
|  | |

|  | Damalisc (Damaliscus pygargus)    |
|  |                                   |
|  | Antílop sabre (Hippotragus niger) |
|  |                                   |

|  | Antílop salta-roques (Oreotragus oreotragus) |
|  |                                              |
|  | Duiquer bai (Cephalophus dorsalis)           |
|  |                                              |

|  | Impala (Aepyceros melampus) |
|  |                             |
|  | Suni (Neotragus moschatus)  |
|  |                             |

|  | Antílop salta-roques (Oreotragus oreotragus) |
|  |                                              |
|  | Duiquer bai (Cephalophus dorsalis)           |
|  |                                              |

|  | Impala (Aepyceros melampus) |
|  |                             |
|  | Suni (Neotragus moschatus)  |
|  |                             |

|  | Antílop salta-roques (Oreotragus oreotragus) |
|  |                                              |
|  | Duiquer bai (Cephalophus dorsalis)           |
|  |                                              |

|  | Impala (Aepyceros melampus) |
|  |                             |
|  | Suni (Neotragus moschatus)  |
|  |                             |

|  | Antílop salta-roques (Oreotragus oreotragus) |
|  |                                              |
|  | Duiquer bai (Cephalophus dorsalis)           |
|  |                                              |

|  | Impala (Aepyceros melampus) |
|  |                             |
|  | Suni (Neotragus moschatus)  |
|  |                             |

|  | Gasela de Grant (Nanger granti)           |
|  |                                           |
|  | Redunca de muntanya (Redunca fulvorufula) |
|  |                                           |

|  | Ovella (Ovis aries)                                                                                  |
|  | |
|  | \| \| Damalisc (Damaliscus pygargus) \| \| \| \| \| \| Antílop sabre (Hippotragus niger) \| \| \| \| |
|  | |
|  | Damalisc (Damaliscus pygargus)                                                                       |
|  | |
|  | Antílop sabre (Hippotragus niger)                                                                    |
|  | |

|  | Damalisc (Damaliscus pygargus)    |
|  |                                   |
|  | Antílop sabre (Hippotragus niger) |
|  |                                   |

|  | Antílop salta-roques (Oreotragus oreotragus) |
|  |                                              |
|  | Duiquer bai (Cephalophus dorsalis)           |
|  |                                              |

|  | Impala (Aepyceros melampus) |
|  |                             |
|  | Suni (Neotragus moschatus)  |
|  |                             |

|  | Antílop salta-roques (Oreotragus oreotragus) |
|  |                                              |
|  | Duiquer bai (Cephalophus dorsalis)           |
|  |                                              |

|  | Impala (Aepyceros melampus) |
|  |                             |
|  | Suni (Neotragus moschatus)  |
|  |                             |

|  | Antílop salta-roques (Oreotragus oreotragus) |
|  |                                              |
|  | Duiquer bai (Cephalophus dorsalis)           |
|  |                                              |

|  | Impala (Aepyceros melampus) |
|  |                             |
|  | Suni (Neotragus moschatus)  |
|  |                             |

|  | Antílop salta-roques (Oreotragus oreotragus) |
|  |                                              |
|  | Duiquer bai (Cephalophus dorsalis)           |
|  |                                              |

|  | Impala (Aepyceros melampus) |
|  |                             |
|  | Suni (Neotragus moschatus)  |
|  |                             |

|  | Ovella (Ovis aries)                                                                                  |
|  | |
|  | \| \| Damalisc (Damaliscus pygargus) \| \| \| \| \| \| Antílop sabre (Hippotragus niger) \| \| \| \| |
|  | |
|  | Damalisc (Damaliscus pygargus)                                                                       |
|  | |
|  | Antílop sabre (Hippotragus niger)                                                                    |
|  | |

|  | Damalisc (Damaliscus pygargus)    |
|  |                                   |
|  | Antílop sabre (Hippotragus niger) |
|  |                                   |

|  | Antílop salta-roques (Oreotragus oreotragus) |
|  |                                              |
|  | Duiquer bai (Cephalophus dorsalis)           |
|  |                                              |

|  | Impala (Aepyceros melampus) |
|  |                             |
|  | Suni (Neotragus moschatus)  |
|  |                             |

|  | Antílop salta-roques (Oreotragus oreotragus) |
|  |                                              |
|  | Duiquer bai (Cephalophus dorsalis)           |
|  |                                              |

|  | Impala (Aepyceros melampus) |
|  |                             |
|  | Suni (Neotragus moschatus)  |
|  |                             |

|  | Antílop salta-roques (Oreotragus oreotragus) |
|  |                                              |
|  | Duiquer bai (Cephalophus dorsalis)           |
|  |                                              |

|  | Impala (Aepyceros melampus) |
|  |                             |
|  | Suni (Neotragus moschatus)  |
|  |                             |

|  | Antílop salta-roques (Oreotragus oreotragus) |
|  |                                              |
|  | Duiquer bai (Cephalophus dorsalis)           |
|  |                                              |

|  | Impala (Aepyceros melampus) |
|  |                             |
|  | Suni (Neotragus moschatus)  |
|  |                             |

|  | Gasela de Grant (Nanger granti)           |
|  |                                           |
|  | Redunca de muntanya (Redunca fulvorufula) |
|  |                                           |

|  | Ovella (Ovis aries)                                                                                  |
|  | |
|  | \| \| Damalisc (Damaliscus pygargus) \| \| \| \| \| \| Antílop sabre (Hippotragus niger) \| \| \| \| |
|  | |
|  | Damalisc (Damaliscus pygargus)                                                                       |
|  | |
|  | Antílop sabre (Hippotragus niger)                                                                    |
|  | |

|  | Damalisc (Damaliscus pygargus)    |
|  |                                   |
|  | Antílop sabre (Hippotragus niger) |
|  |                                   |

|  | Antílop salta-roques (Oreotragus oreotragus) |
|  |                                              |
|  | Duiquer bai (Cephalophus dorsalis)           |
|  |                                              |

|  | Impala (Aepyceros melampus) |
|  |                             |
|  | Suni (Neotragus moschatus)  |
|  |                             |

|  | Antílop salta-roques (Oreotragus oreotragus) |
|  |                                              |
|  | Duiquer bai (Cephalophus dorsalis)           |
|  |                                              |

|  | Impala (Aepyceros melampus) |
|  |                             |
|  | Suni (Neotragus moschatus)  |
|  |                             |

|  | Antílop salta-roques (Oreotragus oreotragus) |
|  |                                              |
|  | Duiquer bai (Cephalophus dorsalis)           |
|  |                                              |

|  | Impala (Aepyceros melampus) |
|  |                             |
|  | Suni (Neotragus moschatus)  |
|  |                             |

|  | Antílop salta-roques (Oreotragus oreotragus) |
|  |                                              |
|  | Duiquer bai (Cephalophus dorsalis)           |
|  |                                              |

|  | Impala (Aepyceros melampus) |
|  |                             |
|  | Suni (Neotragus moschatus)  |
|  |                             |

|  | Ovella (Ovis aries)                                                                                  |
|  | |
|  | \| \| Damalisc (Damaliscus pygargus) \| \| \| \| \| \| Antílop sabre (Hippotragus niger) \| \| \| \| |
|  | |
|  | Damalisc (Damaliscus pygargus)                                                                       |
|  | |
|  | Antílop sabre (Hippotragus niger)                                                                    |
|  | |

|  | Damalisc (Damaliscus pygargus)    |
|  |                                   |
|  | Antílop sabre (Hippotragus niger) |
|  |                                   |

|  | Antílop salta-roques (Oreotragus oreotragus) |
|  |                                              |
|  | Duiquer bai (Cephalophus dorsalis)           |
|  |                                              |

|  | Impala (Aepyceros melampus) |
|  |                             |
|  | Suni (Neotragus moschatus)  |
|  |                             |

|  | Antílop salta-roques (Oreotragus oreotragus) |
|  |                                              |
|  | Duiquer bai (Cephalophus dorsalis)           |
|  |                                              |

|  | Impala (Aepyceros melampus) |
|  |                             |
|  | Suni (Neotragus moschatus)  |
|  |                             |

|  | Antílop salta-roques (Oreotragus oreotragus) |
|  |                                              |
|  | Duiquer bai (Cephalophus dorsalis)           |
|  |                                              |

|  | Impala (Aepyceros melampus) |
|  |                             |
|  | Suni (Neotragus moschatus)  |
|  |                             |

|  | Antílop salta-roques (Oreotragus oreotragus) |
|  |                                              |
|  | Duiquer bai (Cephalophus dorsalis)           |
|  |                                              |

|  | Impala (Aepyceros melampus) |
|  |                             |
|  | Suni (Neotragus moschatus)  |
|  |                             |

|  | Gasela de Grant (Nanger granti)           |
|  |                                           |
|  | Redunca de muntanya (Redunca fulvorufula) |
|  |                                           |

|  | Ovella (Ovis aries)                                                                                  |
|  | |
|  | \| \| Damalisc (Damaliscus pygargus) \| \| \| \| \| \| Antílop sabre (Hippotragus niger) \| \| \| \| |
|  | |
|  | Damalisc (Damaliscus pygargus)                                                                       |
|  | |
|  | Antílop sabre (Hippotragus niger)                                                                    |
|  | |

|  | Damalisc (Damaliscus pygargus)    |
|  |                                   |
|  | Antílop sabre (Hippotragus niger) |
|  |                                   |

|  | Antílop salta-roques (Oreotragus oreotragus) |
|  |                                              |
|  | Duiquer bai (Cephalophus dorsalis)           |
|  |                                              |

|  | Impala (Aepyceros melampus) |
|  |                             |
|  | Suni (Neotragus moschatus)  |
|  |                             |

|  | Antílop salta-roques (Oreotragus oreotragus) |
|  |                                              |
|  | Duiquer bai (Cephalophus dorsalis)           |
|  |                                              |

|  | Impala (Aepyceros melampus) |
|  |                             |
|  | Suni (Neotragus moschatus)  |
|  |                             |

|  | Antílop salta-roques (Oreotragus oreotragus) |
|  |                                              |
|  | Duiquer bai (Cephalophus dorsalis)           |
|  |                                              |

|  | Impala (Aepyceros melampus) |
|  |                             |
|  | Suni (Neotragus moschatus)  |
|  |                             |

|  | Antílop salta-roques (Oreotragus oreotragus) |
|  |                                              |
|  | Duiquer bai (Cephalophus dorsalis)           |
|  |                                              |

|  | Impala (Aepyceros melampus) |
|  |                             |
|  | Suni (Neotragus moschatus)  |
|  |                             |

|  | Ovella (Ovis aries)                                                                                  |
|  | |
|  | \| \| Damalisc (Damaliscus pygargus) \| \| \| \| \| \| Antílop sabre (Hippotragus niger) \| \| \| \| |
|  | |
|  | Damalisc (Damaliscus pygargus)                                                                       |
|  | |
|  | Antílop sabre (Hippotragus niger)                                                                    |
|  | |

|  | Damalisc (Damaliscus pygargus)    |
|  |                                   |
|  | Antílop sabre (Hippotragus niger) |
|  |                                   |

|  | Antílop salta-roques (Oreotragus oreotragus) |
|  |                                              |
|  | Duiquer bai (Cephalophus dorsalis)           |
|  |                                              |

|  | Impala (Aepyceros melampus) |
|  |                             |
|  | Suni (Neotragus moschatus)  |
|  |                             |

|  | Antílop salta-roques (Oreotragus oreotragus) |
|  |                                              |
|  | Duiquer bai (Cephalophus dorsalis)           |
|  |                                              |

|  | Impala (Aepyceros melampus) |
|  |                             |
|  | Suni (Neotragus moschatus)  |
|  |                             |

|  | Antílop salta-roques (Oreotragus oreotragus) |
|  |                                              |
|  | Duiquer bai (Cephalophus dorsalis)           |
|  |                                              |

|  | Impala (Aepyceros melampus) |
|  |                             |
|  | Suni (Neotragus moschatus)  |
|  |                             |

|  | Antílop salta-roques (Oreotragus oreotragus) |
|  |                                              |
|  | Duiquer bai (Cephalophus dorsalis)           |
|  |                                              |

|  | Impala (Aepyceros melampus) |
|  |                             |
|  | Suni (Neotragus moschatus)  |
|  |                             |

|  | Gasela de Grant (Nanger granti)           |
|  |                                           |
|  | Redunca de muntanya (Redunca fulvorufula) |
|  |                                           |

S'han descrit fins a sis subespècies, encara que en general només se'n reconeixen dues segons les dades mitocondrials. Encara que morfològicament semblants, les subespècies mostren una distància genètica important entre elles, i no s'hi han reportat híbrids.
- A. m. melampus Lichtenstein, 1812: Conegut com a impala comú, es troba a l'est i el sud d'Àfrica. L'abast s'estén des del centre de Kenya fins a Sud-àfrica i cap a l'oest fins al sud-est d'Angola.

- A. m. petersi Bocage, 1879: Conegut com a impala de cara negra, està restringit al sud-oest d'Àfrica, que es troba al nord-oest de Namíbia i al sud-oest d'Angola.

Segons Vrba, l'impala va evolucionar a partir d'un avantpassat alcelafí. Va assenyalar que, mentre que aquest avantpassat ha divergit almenys 18 vegades en diverses formes morfològicament diferents, l'impala ha continuat en la seva forma bàsica durant almenys cinc milions d'anys. S'han descobert diverses espècies fòssils, inclosa A. datoadeni del Pliocè d'Etiòpia. El fòssil més antic descobert suggereix que els seus antics avantpassats eren lleugerament més petits que la forma actual, però molt similars la resta d'aspectes. Això implica que l'impala s'ha adaptat de manera eficient al seu entorn des de la prehistòria. El seu caràcter gregari, la varietat en la dieta, la tendència positiva de la població, la defensa contra les caparres i la relació simbiòtica amb els búfags que s'alimenten d'aquestes podrien haver tingut un paper en la prevenció de grans canvis en la morfologia i el comportament.

## Descripció
L'impala és una espècie sexualment dimòrfica. Els mascles tenen banyes en forma de S d'entre 45 i 92 cm de longitud que les femelles no tenen. Aquestes banyes són fines i estriades i amb les puntes molt separades. Ambdós sexes tenen el pèl molt semblant. Són d'un color vermell marronós que s'esvaeix en els seus laterals. La part inferior del ventre, la barbeta, els llavis i l'interior de les orelles són de color blanc. Tenen franges negres a les puntes de les orelles i a les cuixes que poden ajudar a identificar els individus. Tenen glàndules d'olor a les seves potes del darrere i també glàndules sebàcies al front. Tenen un pes d'entre 45 i 60 kg, mesuren entre 70 i 90 cm de llargada i entre 84 i 100 cm d'altura fins l'espatlla. La seva esperança de vida és d'entre 13 i 15 anys en estat salvatge i 17 en captivitat.
Una de les característiques principals dels impales és la seva gran capacitat de salt per despistar els depredadors. Poden assolir salts de 3 metres d'altura i 10 metres de longitud.

## Distribució i hàbitat
Sol habitar en zones arbrades amb poc sotabosc, zones de pastures de mitjana o baixa altura i sabanes sovint amb acàcies. Sovint busca sòls rics en nutrients on creix l'herba abundant i de bona qualitat. No se'l pot trobar en zones muntanyoses per sobre dels 1.700 metres d'altitud.
Es troben des del nord-est de Sud-àfrica fins a Kenya, Tanzània, Moçambic, Namíbia, Botswana, Zàmbia, Zimbàbue, Angola, i Uganda.

## Alimentació
És un animal remugant. S'alimenta bàsicament d'herbes durant l'època de pluges i de més abundància, i de brosteig durant l'època més seca. Sol habitar en llocs propers a l'aigua tot i que durant l'època de pluges no necessita beure degut a l'abundància d'aigua en les herbes que consumeix.

## Reproducció
Durant el període reproductiu, els mascles analitzen l'orina de les femelles en busca de signes de zel. Després de perseguir la femella, el mascle pot mostrar comportaments com assentir amb el cap, moure la llengua abans de la còpula, grunyir molt sorollosament i moure la cua ràpidament mentre corren.
Les femelles són madures sexualment a partir de l'any i mig i els mascles a l'any, tot i que no estableixen territori propi fins als 4 anys aproximadament. Les femelles només es reprodueixen un cop l'any. Després d'una gestació que dura entre 194 i 200 dies les cries, una per femella, neixen entre els mesos de març i maig. Les mares s'aparten del grup abans de parir i tornen amb els altres membres en un parell de dies. Les cries, que pesen una mitjana de 5,5 kg al néixer, es deslleten entre els 4 i els 7 mesos de vida.

## Conservació
El seu estat de conservació és de «risc mínim» gràcies a la seva gran extensió pel territori i la seva abundància en nombroses àrees protegides. Aproximadament el 50% de la seva població es troba en àrees privades protegides amb les seves poblacions estables o en augment. Un altre 25% es troba en àrees protegides amb poblacions estables i el 25% restant es troben en poblacions estables o que disminueixen. S'estima que la seva població és d'uns 2 milions d'exemplars.
La subespècie A. m. petersi (impala de cara negra) que es troba al nord de Namíbia, a Kaokoland, i a algunes zones del sud-oest d'Angola, es considera rara i està amenaçada per la caça i és considerada com a "vulnerable". Actualment s'estima que n'existeixen entre 3.000 i 4.000 exemplars. A més a més de la caça, un altre aspecte que posa en perill aquesta subespècies és la "importació" d'impales comunes que provoca la hibridació entre les 2 subespècies. Es calcula que aquesta hibridació reduirà la seva població en un 10% en 3 generacions d'impales.